# GPR101
Le GPR101 (« G-protein coupled receptor 101 ») est une protéine de type récepteurs couplés aux protéines G codée par le gène GPR101.

## Rôles
Il modulerait le niveau d'adénylate cyclase. La protéine est transcrite dans le système nerveux central au niveau du putamen et de l'hypothalamus. 
Il pourrait intervenir dans le métabolisme.

## En médecine
Une duplication de son gène provoque une acromégalie chez l'enfant avec un gigantisme.